# Silver Springs (Alaska)
Silver Springs ist ein Ort und ein census-designated place (CDP) in der Copper River Census Area in Alaska in den Vereinigten Staaten. Das U.S. Census Bureau hatte bei der Volkszählung 2020 eine Einwohnerzahl von 111 ermittelt.

## Geographie
Silver Springs befindet sich am rechten, westlichen Flussufer des Copper River. Der 352 m hoch gelegene Ort liegt 15 km südöstlich von Glennallen. Im Norden reicht das CDP-Gebiet bis zur Mündung des Tazlina River. Der Richardson Highway (Alaska Route 4) verläuft entlang der westlichen CDP-Grenze. Das CDP-Gebiet hat eine Längsausdehnung in NNW-SSO-Richtung von knapp 7 km. 
Das Silver Springs CDP grenzt im Norden an das Tazlina CDP sowie im Westen und im Süden an das Copper Center CDP.

## Geschichte
Silver Springs erschien erstmals beim Zensus 2000 als ein census-designated place. 

## Demografie
Zum Zeitpunkt der Volkszählung im Jahre 2020 (U.S. Census 2020) hatte Silver Springs 111 Einwohner auf einer Landfläche von 6,64 km². Von den Einwohnern waren 85 Weiße, 11 amerikanisch-indianischer Abstammung sowie 2 Asiaten. Beim Zensus 2000 wurde eine Einwohnerzahl von 130 ermittelt, beim Zensus 2010 eine Zahl von 114.